# 天主教韋斯卡教區
天主教韋斯卡教區（拉丁語：Dioecesis Oscensis）是西班牙一個羅馬天主教教區，屬薩拉戈薩總教區。
教區成立於533年，位於韋斯卡省西部。2007年，在當地79,600人口中，有教友78,600人，佔轄區總人口98.7%、210個堂區、97名司鐸、34名修士、178名修女。現任教區主教為朱利安·路伊茲·馬多雷。